# گری اندرسون
گری اندرسون (انگلیسی: Gerry Anderson؛ ۱۴ آوریل ۱۹۲۹ – ۲۶ دسامبر ۲۰۱۲) یک کارگردان، و تهیه‌کننده اهل بریتانیا بود. وی بین سال‌های ۱۹۵۷ تا ۲۰۱۲ میلادی فعالیت می‌کرد.